# 383 a.C.

## Eventos
- Sérvio Sulpício Rufo, pela terceira vez, Lúcio Emílio Mamercino, pela quarta vez, Aulo Mânlio Capitolino, pela terceira vez, Lúcio Lucrécio Tricipitino Flavo, pela terceira vez, Lúcio Valério Publícola, pela quarta vez, e Marco Trebônio, tribunos consulares em Roma.